# 列舒孔斯科耶區
64°54′N 45°46′E / 64.900°N 45.767°E
列舒孔斯科耶區（俄语：Лешуконский район），是俄羅斯的一個區，位於該國西北部，由阿爾漢格爾斯克州負責管轄，始建於1929年7月15日，面積28,100平方公里，2010年人口7,979，人口密度每平方公里0.28人。